# Półwiosek (przystanek kolejowy)
Półwiosek – zlikwidowany wąskotorowy przystanek kolejowy w Półwiosku Lubstowskim, w powiecie konińskim, w woj. wielkopolskim, w Polsce. Przystanek znajdował się przy drodze wojewódzkiej nr 263, na wschód od Ślesina, na 9 kilometrze linii Cegielnia – Sompolno. Od przystanku odgałęziała się także bocznica szlakowa do cukrowni w Gosławicach. Torowisko zostało rozebrane lub jest nieprzejezdne.